# Medvinjak
Medvinjak je vesnice a přímořské letovisko v Chorvatsku v Dubrovnicko-neretvanské župě. Nachází se na severním pobřeží ostrova Korčula a je součástí opčiny města Korčula, od něhož se nachází asi 2,5 km západně. Vzhledem k tomu, že je Medvinjak (spolu s Žrnovskou Banjou a vesnicí Tri Žala) pouze přímořskou částí sídla Žrnovo, které neleží u moře, není, jako u mnoha jiných sídel na ostrově Korčula, znám počet obyvatel.
Medvinjak leží u stejnojmenné zátoky. Nachází se zde přístav a stejnojmenná oblázková pláž. Vesnicí prochází župní silnice Ž6224. Sousedními letovisky jsou Žrnovska Banja a Korčula.